# Reichsministerium für Bewaffnung und Munition
Reichsministerium für Bewaffnung und Munition (Nederlands: Rijksministerie voor Bewapening en Munitie) werd op 17 maart 1940 opgericht. Het rijksministerie bestond vanaf 1940 tot 1945 in het Duitse Rijk tijdens het nationaalsocialisme.
Op 2 september 1943 werd het Rijksministerie voor Bewapening en Munitie gewijzigd in het Rijksministerie voor Bewapening en Oorlogsproductie. 
Er werkte ongeveer 500 personeelsleden in het rijksministerie. 
Het rijksministerie had als taak om de bevoorrading van de Wehrmacht met de nodige voorraden wapens en munitie te verbeteren.

## Rijksministers
| Nr. | Afbeelding | Rijksministers           | Aangetreden     | Einde termijn   | Duur termijn      |
| --- | ---------- | ------------------------ | --------------- | --------------- | ----------------- |
| 1   |            | Fritz Todt (1891-1942)   | 17 maart 1940   | 8 februari 1942 | 1 jaar, 328 dagen |
| 2   |            | Albert Speer (1905-1981) | 8 februari 1942 | 30 april 1945   | 3 jaar, 81 dagen  |
| 3   |            | Karl Saur (1902-1966)    | 30 april 1945   | 23 mei 1945     | 23 dagen          |

## Rijksstaatssecretaris[1]
- Günther Schulze-Fielitz

## Organisatie
Einde april 1942:
- Munition (munitie): Edmund Geilenberg
- Panzerwagen (pantserwagen): Walter Rohland
- Waffen (wapens): Arthur Tix
- Allgemeines Wehrmachtsgerät (algemene Wehrmachtsuitrusting): Wilhelm Zangen
- Maschinen (machine): Karl Lange
- Kriegsschiffe (oorlogsschepen): Rudolf Blohm
- Schienenfahrzeuge (railvoertuigen): Gerhard Degenkolb
- Kraftfahrzeuge (motorvoertuigen): Paul Werners
- Flugzeugzellen (Vliegtuigframes): Karl Freydag
- Triebwerke (aandrijfmechanisme): William Werner
- Flugzeugausrüstung (vliegtuiguitrusting): Hans Heyne
- Nachrichtengerät (verbindingsuitrusting): Friedrich Lüschen